# Vaskapu (Szilágy megye)
Vaskapu település Romániában, Szilágy megyében.

## Fekvése
Szilágy megyében, a Meszes-hegység keleti oldalán, Zilahtól délkeletre, Alsóegregy és Almásszentmihály között fekvő település.

## Története
Vaskapu nevét az oklevelek már 1467 körül említették, mint a Dobokai család birtokát.
1467-ben Mátyás király hűtlenség miatt elvette a Dobokaiaktól és Mindszenti testvéreknek: Jánosnak, Mátyásnak és Miklósnak adta.
1525-ben a fennmaradt oklevelek szerint nevét Waskapw néven írták.
1527-ben ismét Dobokaiaké, Dobokai Besenyői Ferenc birtoka volt.
1837-ben a községnek 100 lakosa volt, 30 házban.
1890-ben végzett összeíráskor 237 lakosa volt.

## Nevezetességek
- Görögkeleti fatemploma.